# Ismael Bardisa
Ismael Bardisa Jordá (Madrid; 23 de mayo de 1950) es un político español del Partido Popular.

## Biografía
Licenciado en Derecho y Máster en Asesoría Jurídica.
Fue diputado autonómico de la ii, iii y iv legislaturas de la Asamblea de Madrid, así como diputado por Madrid en las Cortes Generales entre 1996 y 2008.
Fue miembro del Consejo Consultivo de la Comunidad de Madrid. 
Su familia es propietaria de la empresa Falken, adjudicataria de hasta 46 contratos públicos para proveer al Gobierno español de gas lacrimógeno y fumígenos especialmente, pero también de esposas, máscaras antigás o bala de goma. Muchos de estos contratos fueron por procedimiento negociado y sin publicidad. Desde 1996, Falken ha recibido más de 15 millones de euros del erario público.

## Actividad profesional
- Vicepresidente segundo de la Comisión de Industria, Turismo y Comercio.
- Vocal de la Comisión no permanente sobre seguridad vial y prevención de accidentes de tráfico.
- Vocal de la delegación española en el Grupo de Amistad con Venezuela.